# Робак, Александр Рэмович
Александр Рэмович Робак (род. 28 декабря 1973, Златоуст, Челябинская область) — российский актёр театра и кино, кинорежиссёр, кинопродюсер и кинооператор.

## Биография
Александр Робак родился 28 декабря 1973 года в Златоусте в семье Рэма Александровича Робака, инженера-металлурга, который «всю свою жизнь варил сталь на комбинате», и Раисы Лукиничны — преподавателя техникума по подготовке сталеваров. Дед с бабушкой родом из Верхней Пышмы. Старшая сестра Светлана — выпускница МИСиС. С детства главными увлечениями Александра были гитара и театральная студия при Доме пионеров.
В 16 лет уехал в Москву с целью поступить в театральное училище, но нигде не прошёл по конкурсу. Узнав о приёме в Ярославский театральный институт, уехал в Ярославль и поступил на курс режиссёра и художественного руководителя театра имени Волкова, Владимира Воронцова. По окончании института в 1994 году вернулся в Москву и был принят Андреем Гончаровым в труппу Московского академического театра имени Вл. Маяковского, которую покинул спустя семь лет, после смерти режиссёра.
В кино снимается с 1998 года. Дебютировал в картине «День полнолуния» Карена Шахназарова. Следующей работой стал эпизод в кинофильме «Брат 2» Алексея Балабанова. Сыграл главные роли в фильмах «Снежный человек» (реж. Константин Чармадов), «Дом на Озёрной» (реж. Серик Апрымов), «Победитель» (реж. Альгис Арлаускас), «Грецкий орешек» (реж. Стас Иванов), «В кейптаунском порту» (реж. Александр Велединский). Также исполнил главную роль в сатирическом телесериале «Домашний арест» Семёна Слепакова — по мнению режиссёра Никиты Михалкова, лучшем кинопроизведении 2018 года.
В 2000 году совместно с Максимом Лагашкиным создал кинокомпанию «Синемафор» и стал продюсировать фильмы и телесериалы, в которых принимал участие и в качестве актёра. Среди его работ — «Порода» (2002), «Русское» (2004), «Хиромант» (2005), «Дерзкие дни» (2007), «Котовский» (2010), «Золото Глории» (2012), «Грецкий орешек» (2018). В 2007 году в качестве режиссёра снял фильм «Комната потерянных игрушек».
Лауреат народной премии «Светлое прошлое» Фонда Олега Митяева.

## Личная жизнь
Был женат на однокурснице Наталье Трубицыной, с которой учился на режиссёрском факультете Ярославского института искусств. В браке родился сын Арсений (род. 1994) — актёр, выпускник Школы-студии МХАТ.
Средний сын — Платон (род. 2004), снимался в «Ералаше», участвовал в передаче «МастерШеф» на телеканале «СТС». Младший сын — Степан.
Женат на Ольге Робак, имеющей медицинское образование.

## Театральные работы
- 1997 — Том Стоппард (пер. Иосиф Бродский) «Розенкранц и Гильденстерн мертвы» (реж. Арье) — слуга
- 1997 — «Иван-царевич» — Иван
- 1997 — «Приключения Буратино» (реж. Иоффе) — Карабас
- 1997 — Александр Володин «Ящерица» (реж. Лазарев) — Володин
- 1997 — Вильям Шекспир «Как вам это понравится» (реж. А. Гончаров) — Оливер
- 1998 — Дейл Вассерман, Джон Дэрион «Человек из Ламанчи» (реж. Сокол) — вожак

## Фильмография

### Актёр
- 1997 — Бедная Саша — бандит на фотографии в бывшей квартире экс-жены Берёзкина Галины
- 1998 — День полнолуния — Серёга
- 1999 — Любить по-русски 3: Губернатор — мафиози на теплоходе
- 1999 — Будем знакомы!
- 1999 — Д.Д.Д. Досье детектива Дубровского — охранник издательства «Меркурий»
- 2000 — Брат 2 — мужчина у джипа, читающий стихотворение
- 2000 — ДМБ-002 — прапорщик Серёга
- 2000 — Граница. Таёжный роман — попутчик в поезде
- 2001 — Мусорщик — провинциальный бандит
- 2001 — Гражданин начальник — оперативник Гриша
- 2001 — Курортный роман — Антоша, телохранитель
- 2001 — Новогодние приключения — Колян
- 2002 — Закон — Халаимов
- 2002 — Даже не думай! — Бычко
- 2002 — Каменская 2 — сержант Сергей
- 2002 — Жизнь забавами полна — телохранитель
- 2002 — Порода — Лёша
- 2003 — Как бы не так — Насос
- 2003 — Участок — Володька Стасов
- 2003 — Вокзал — Фаломеев
- 2003 — Медовый месяц — Вадим
- 2004 — Даже не думай 2: Тень независимости — Бычко
- 2004 — Русское — Аваз
- 2004 — Чудеса в Решетове — учитель физкультуры
- 2005 — Убойная сила-6 — Антон Чибисов
- 2005 — Есенин — Иван Приблудный
- 2005 — Лебединый рай — Иван «Крюк»
- 2005 — Хиромант — Станислав
- 2006 — Ненасытные — дядя
- 2006 — Живой — Славик
- 2006 — Заколдованный участок — Володька Стасов
- 2007 — Диверсант. Конец войны — Шавырин
- 2007 — Комната потерянных игрушек — Андрей
- 2007 — Любовь-морковь — бандит Вова
- 2007 — Дерзкие дни — полковник Мороз
- 2007 — Отрыв — толстяк
- 2007 — Ирония судьбы. Продолжение — милиционер высокий
- 2007 — Фото моей девушки — Паша, массажист
- 2008 — Громовы. Дом надежды — следователь Алексей Налимов
- 2008 — Река-море — боцман Головацкий
- 2008 — Никто не знает про секс 2 — спонсор
- 2009 — Снежный человек — Пётр
- 2009 — Синдром Феникса — майор милиции
- 2009 — Дом на Озёрной — Степан Дедюхин
- 2009 — Найдёныш — дознаватель
- 2009 — Снег на голову — Гриша
- 2009 — Хиромант-2 — Станислав
- 2009 — Вторые — «Барин»
- 2009 — Победитель — Григорий Ромашкин
- 2010 — Я не я — продюсер Борзевский
- 2010 — Кандагар — Марк
- 2010 — Любовь под прикрытием — Аркадий, муж Татьяны
- 2010 — «Алиби» на двоих — Алексей Егоров, оперуполномоченный уголовного розыска
- 2010 — Выкрутасы — Боцман
- 2010 — Слон и моська — Андрей
- 2011 — Интерны — врач Сергей Антонов
- 2011 — Ёлки 2 — Коровин, напарник Снегирёва
- 2011 — Остров ненужных людей — Савелий Тимофеевич
- 2011 — Неваляшка-2 — Коля «Мандарин»
- 2012 — Большая ржака — Шурик Бычков
- 2012 — Золото Глории — Малыш Джим
- 2012 — Со мною вот что происходит — Александр, отец Алёны
- 2012 — Степные дети — владелец магазина Фадеев
- 2012 — Однолюбы — Пётр Олегович Яхонтов
- 2013 — Всё будет хорошо — Захар
- 2013 — Ёлки 3 — Коровин
- 2013 — Городские шпионы — Григорий Майстренко
- 2013 — Уравнение любви — Аркадий
- 2013 — Географ глобус пропил — Максим Вадимович Будкин, друг Виктора Сергеевича Служкина
- 2013 — Департамент — Валерий Немчин, генерал-лейтенант
- 2013 — Алмаз в шоколаде — Аркадий Радунский
- 2013 — Шулер — Сергей Николаевич Мамаев, начальник Одесского УВД, полковник милиции
- 2014 — Линия Марты — Максим Игоревич
- 2014 — Волчье солнце — Стефан Ганский — «Мамонт», контрабандист
- 2014 — Чужой среди своих — Павел Комаров
- 2014 — Горько! 2 — Витька Каравай
- 2014 — С чего начинается Родина — Юрий Иванович Карпенко, подполковник, начальник отдела Второго главного управления КГБ СССР
- 2015 — Конец прекрасной эпохи — Гриша
- 2015 — Родина — Лёша
- 2015 — Про любовь — полицейский
- 2015 — Жизнь только начинается — Валик
- 2016 — Крыша мира — Валерий Волчанский
- 2016 — Чемпионы: Быстрее. Выше. Сильнее — Геннадий Турецкий, тренер Александра Попова
- 2016 — Сладкая жизнь — Владимир Андреевич Орлов
- 2016 — Озабоченные, или Любовь зла — охотник
- 2017 — Ёлки 5 — Коровин
- 2017 — Доктор Рихтер — Шевцов
- 2017 — Живой — Евгений Дмитриевич Урманов («Урмас»), криминальный бизнесмен
- 2017 — В кейптаунском порту — Пахан
- 2018 — Прощаться не будем — Виктор
- 2018 — Путешествие к центру души — Скульский, отец Риты
- 2018 — Проводник — призрак Вася
- 2018 — Вий 2. Тайна Печати дракона — боцман
- 2018 — Домашний арест — Иван Самсонов
- 2018 — Чёрные бушлаты — адмирал Головин
- 2018 — Грецкий орешек — дядя Толя
- 2018 — Ёлки последние — Коровин
- 2018 — Любовницы — продюсер
- 2018 — Московские тайны — Леонид Евгеньевич Ягупов, полковник полиции
- 2018 — Никто не узнает — «Хрюндель», продюсер
- 2019 — Мёртвое озеро — Михаил Иванович Ганич, начальник УВД Чангадана
- 2019 — Московские тайны — Леонид Евгеньевич Ягупов, полковник полиции
- 2019 — Жуки — вахтовик Санёк (10 серия)
- 2019 — Эпидемия — Леонид Кубасов
- 2019 — Шторм — Сергей Михайлович Градов, старший следователь 2 отдела ГСУ Следственного комитета по Санкт-Петербургу
- 2019 — Одесский пароход — Петро
- 2020 — Колл-центр — Максим Валерьевич («Батя»)
- 2020 — Московские тайны — Леонид Евгеньевич Ягупов, полковник полиции
- 2020 — Война семей — Миша
- 2020 — СидЯдома — Геннадий Борисович Цветков
- 2020 — Окаянные дни (новелла «Деловые люди») — Коготков, инспектор ДПС
- 2020 — Небеса подождут (Жизнь после жизни) — Валентин Владимирович Хорьков
- 2020 — Мёртвые души — Михаил Семёнович Собакевич
- 2020 — Игрок — Коровин
- 2021 — Полёт — Андрей Иванович, генеральный директор
- 2021 — Честный развод — Гена
- 2021 — Пробуждение — Иван Андреевич Пушкин, оперуполномоченный полиции \ следователь СК РФ
- 2021 — Только серьёзные отношения — Чижик-отец
- 2021 — Потерянные — Олег Дмитриевич Зорин, подполковник полиции
- 2021 — Рашн Юг — Леонид, отец Ксюши
- 2021 — Совершенно летние — Леонид, отец Ксюши
- 2021 — Война семей 2 — Миша
- 2021 — Уличное освещение (короткометражка) — дядя Саша
- 2021 — Смертельный номер — Андрей Белов
- 2021 — Инсомния — Павел Константинович
- 2021 — Ёлки 8 — Орехов
- 2022 — Однажды в пустыне — капитан Дмитрий Шабёров, сапёр
- 2022 — Без правил — Александр Борцов («Саша Борец»), криминальный авторитет
- 2022 — Стая — Валерий Петрович Логинов
- 2022 — Честный развод 2 — Гена
- 2022 — 2024 — Что делать женщине, если... — Миша Алмазов
- 2022 — Один настоящий день — Сергей Сафин
- 2022 — Ангелы района — Михаил
- 2022 — Путешествие в Индию: На пороге бессмертия (в производстве)
- 2023 — Снегирь — Геннадий
- 2023 — 1993 — Янс
- 2023 — Честный развод. Бенефис — Гена Округин
- 2023 — У людей так бывает — таксист
- 2023 — Киберпапа — Игнат
- 2024 — Макрон — Вадик
- 2024 — Наследство — Виктор
- 2024 — (Третий в постели) Убойный отпуск — Рома
- 2025 — Охотники за призраком — Олег

### Режиссёр
- 2007 — Комната потерянных игрушек
- 2022 — Жиза
- 2023 — Вечная зима

### Продюсер
- 2001 — Общага
- 2004 — Медовый месяц
- 2004 — Порода
- 2004 — Русское
- 2005 — Хиромант
- 2006 — Комната потерянных игрушек
- 2006 — Ненасытные
- 2007 — Река-море
- 2007 — Дерзкие дни
- 2008 — Танец горностая
- 2008 — Управа
- 2008 — Чужой в доме
- 2010 — Котовский